# Гниличка
Гниличка — река в России, протекает в пределах Нижнего Новгорода, на территории Нижегородской области. Устье реки находится в 23 км от устья Оки. Длина реки составляет 18 км, площадь водосборного бассейна 132 км².
В 6 км от устья принимает слева приток Вьюницу.
Река берёт начало у посёлка Бабино, входящего в состав городского округа «Город Дзержинск». Река течёт на запад, параллельно Оке на некотором расстоянии от неё, затем поворачивает на юг. Течение крайне слабое, фактически представляет собой совокупность малопроточных прудов. Впадает в Оку южнее бывшего села Гнилицы, входящего сейчас в состав Автозаводского района Нижнего Новгорода. Высота устья — 64,7 м над уровнем моря.
Система водного объекта: Ока → Волга → Каспийское море.

## Данные водного реестра
По данным государственного водного реестра России относится к Окскому бассейновому округу, водохозяйственный участок реки — Ока от города Горбатов до водомерного поста Новинки (устье), речной подбассейн реки — бассейны притоков Оки от Мокши до впадения в Волгу. Речной бассейн реки — Ока.
Код объекта в государственном водном реестре — 09010301312110000034063.